# Ants Kurvits
Ants Kurvits (ou Hans Kurvits), né le 14 mai 1887 et décédé le 27 décembre 1943, était un commandant militaire estonien. Il a participé à la guerre d'indépendance estonienne et est devenu plus tard le fondateur et le chef des garde-frontières estoniens (en). Ants Kurvits a également servi brièvement comme ministre de la guerre.

## Origines
Ants Kurvits naît le 14 mai 1887 dans la ferme Mihkli-Aadu à Äksi, dans le comté de Tartu, en Estonie, alors partie du gouvernement de Livonie de l'Empire russe. Il est le cinquième enfant de la famille. Kurvits reçoit sa première éducation au lycée Hugo Treffner. Après avoir obtenu son diplôme en 1911, il part à l'Université de Tartu où il étudie le droit jusqu'à l'éclatement de la Première Guerre mondiale en 1914.

## Carrière

Badge des gardes-frontières estoniens

Le 1er novembre 1914, Kurvits rejoint l'armée impériale russe. En 1915, après avoir passé un court cours d'officier à l'école militaire Vladimir de Saint-Pétersbourg, il est promu au grade d'enseigne. Pendant la Première Guerre mondiale, il participe aux combats sur le front polonais, et devient commandant de compagnie en 1917. Avec la formation d'unités nationales estoniennes, Kurvits est affecté au 1er régiment d'infanterie estonien le 8 juillet 1917, d'abord en tant que commandant de compagnie, puis en tant que commandant de bataillon. En février 1918, il est promu au grade de lieutenant-colonel,.
Le 16 novembre 1918, après la fin de l'occupation impériale allemande en Estonie, Kurvits devient commandant de la Ligue de défense estonienne dans le comté de Tartu. Le 25 décembre, il commence à former le bataillon de volontaires de Viljandi. Le 5 février 1919, Kurvits est affecté à la tête du 2e régiment d'infanterie, qu'il dirige lors des combats sur le front de Petchory. Brièvement à la fin de 1919 et au début de 1920, alors que des combats importants se poursuivent, il sert comme commandant de garnison de Narva et assistant du commandant de la 1re division. Après la fin de la guerre, Kurvits devient commandant du 2e puis du 7e régiment d'infanterie jusqu'à sa retraite en octobre 1921.

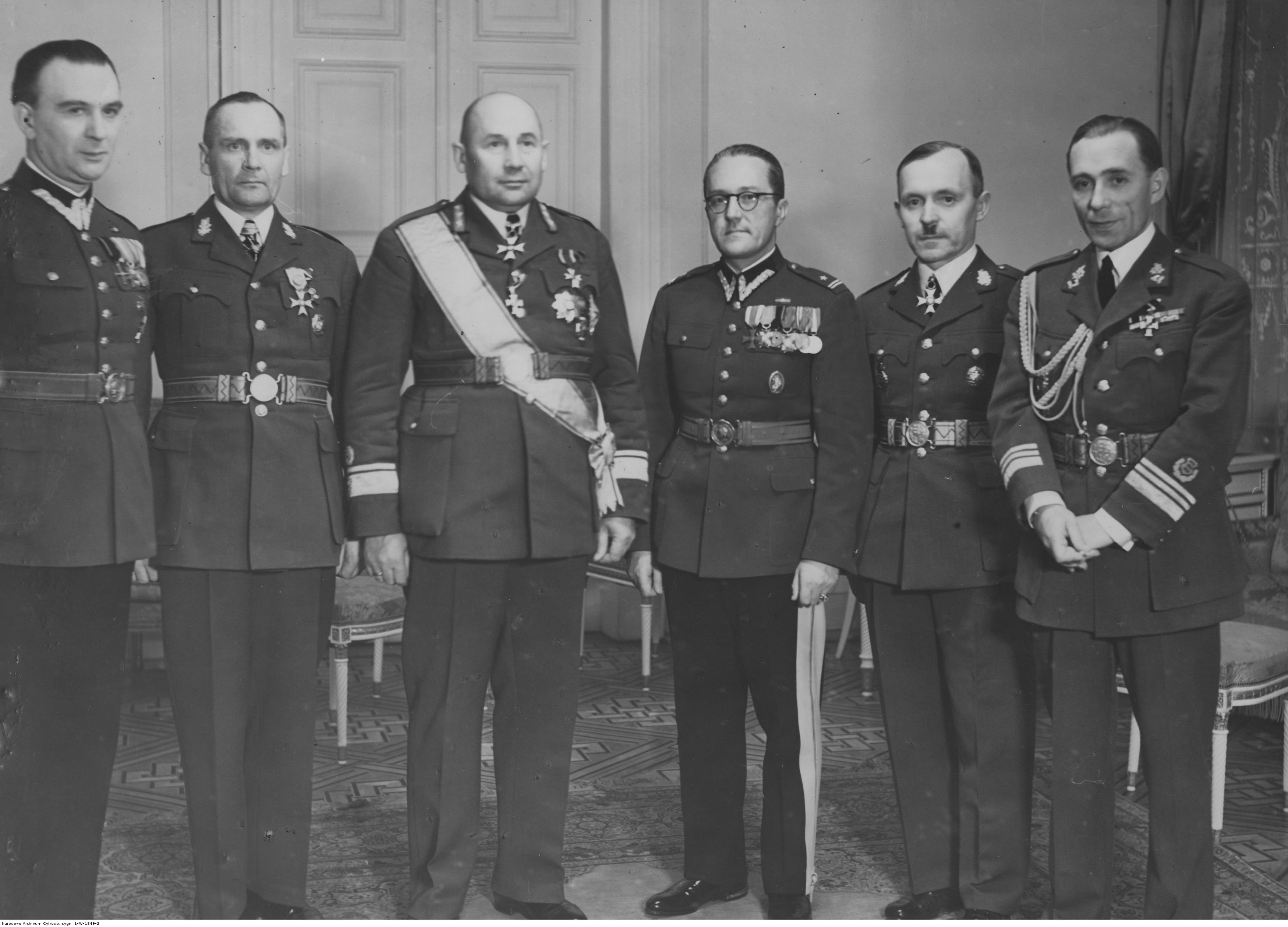
Ants Kurvits à Varsovie en 1939

Le 1er novembre 1922, Kurvits est rappelé au service et nommé à la tête de la nouvelle garde-frontière estonienne (en), devenant ainsi son premier commandant,. En 1924, il est brièvement ministre de la Guerre dans le gouvernement de Friedrich Akel (en). Après cela, il retourne à la tête des garde-frontières, occupant ce poste jusqu'en 1939. En février 1928, il est promu colonel, et en février 1932, major général. En tant que chef de la garde-frontière, Kurvits effectue des visites officielles en Lettonie, en Finlande et en Pologne. Le chef des gardes-frontières est subordonné au haut commandant des forces de défense, détenant des droits égaux à un commandant de division.
En mai 1923, les garde-frontières succèdent aux forces de défense qui gardaient toute la frontière estonienne. Les gardes-frontières gardent alors 1159 km de frontière maritime au nord et à l'ouest, 276 km de frontière soviétique à l'est et 365 km de la frontière avec la Lettonie au sud. Au cours de la période de 1923 à 1939, les garde-frontières dénoncent 4491 cas de contrebande et capturent 4651 frontaliers illégaux. Bien que subordonnés au Ministre de l’intérieur, les gardes-frontières sont tous des militaires professionnels. Le général Kurvits prend sa retraite le 22 décembre 1939.

## Décès
Après le début de l'occupation soviétique en 1940, la famille de Kurvits perd son appartement à Tallinn et retourne à la ferme Mihkli-Aadu. Le 14 juin 1941, Kurvits et sa femme Anna sont déportés dans le cadre de la première déportation massive soviétique des États baltes. Kurvits est transféré au camp de prisonniers de Kirov, dans l'oblast de Sverdlovsk. Le 27 décembre 1943, il meurt dans la prison soviétique,.

## Décorations
Au cours de sa vie, Ants Kurvits a reçu de nombreuses récompenses d'Estonie, de l'Empire russe, de Lettonie, de Finlande et de Pologne, notamment la Croix de la Liberté estonienne, l'Ordre impérial et militaire de Saint-Georges russe et l'Ordre letton de Lāčplēsis.
En mai 2012, le nouveau navire polyvalent de la Commission de la police et des gardes-frontières mis en service est nommé Kindral Kurvits (PVL-101), d'après le général Kurvits.

## Vie privée
Kurvits se marie avec sa femme Anna Ariva le 26 décembre 1917 avec qui il a trois filles. Lorsqu'il devient chef de la garde-frontière, sa famille déménage à Tallinn, où ils vivent jusqu'à la période d'occupation soviétique.